# Alberto Berasategui
Alberto Berasategui (* 28. Juni 1973 in Bilbao) ist ein ehemaliger spanischer Tennisspieler.

## Karriere
Er begann im Alter von sieben Jahren mit dem Tennis und wurde 1991 europäischer Juniorenmeister. Im selben Jahr wurde er Profitennisspieler und gewann zwei Jahre später in São Paulo seinen ersten Einzeltitel. In den frühen 1990er Jahren konnte er sich als Sandplatzspieler in der Weltspitze etablieren.
Das Jahr 1994 war sein bestes Jahr als Tennisspieler. Er erreichte neun Endspiele und konnte sieben davon gewinnen. Im einzigen Grand-Slam-Endspiel seiner Karriere, dem Finale der French Open 1994, stand er seinem Landsmann Sergi Bruguera gegenüber und verlor in vier Sätzen. Seine höchste Platzierung in der Weltrangliste war Position 7 im November 1994. Es fiel ihm schwer, in jungen Jahren solch einen Erfolg zu verarbeiten, so dass er an die Leistungen dieses Jahres nicht mehr anknüpfen konnte. In einem Interview im Jahr 2019 sagte er, dass er in den folgenden Jahren kaum an Reife gewonnen habe und dass der Finaleinzug in Paris zu früh für ihn gekommen sei.
In seiner Laufbahn konnte er vierzehn Einzeltitel und einen Doppeltitel erringen. Seinen letzten Titel gewann er 1998 in Estoril. Er spielte größtenteils auf Sand, auffällig ist, dass er das einzige Mal im Jahr 2000 bei den Wimbledon Championships antrat, wo er nach dem ersten Match ausschied.
Zwischen 1993 und 1995 wurde Berasategui bei drei Begegnungen des spanischen Davis-Cup-Teams eingesetzt. Dabei spielte er vier Einzelmatches, von denen er zwei gewinnen konnte.
Berasateguis Markenzeichen war seine unkonventionelle Vorhand, die er mit demselben Griff spielte wie die Rückhand.
Nach seiner aktiven Karriere, die er mit 28 Jahren beendete, war er unter anderem als Kommentator und Turnierdirektor tätig.

## Erfolge
| Legende (Anzahl der Titel)    |
| Grand Slam                    |
| Tennis Masters Cup            |
| ATP Masters Series            |
| ATP International Series Gold |
| ATP International Series (15) |
| ATP Challenger Tour (8)       |

| Titel nach Belag |
| Hartplatz (0)    |
| Sand (15)        |
| Rasen (0)        |
| Teppich (0)      |

### Einzel

#### Turniersiege

##### ATP Tour
| Nr. | Datum              | Turnier           | Belag | Finalgegner      | Ergebnis       |
| --- | ------------------ | ----------------- | ----- | ---------------- | -------------- |
| 1.  | 7. November 1993   | São Paulo         | Sand  | Sláva Doseděl    | 6:4, 6:3       |
| 2.  | 17. April 1994     | Nizza             | Sand  | Jim Courier      | 6:4, 6:2       |
| 3.  | 24. Juli 1994      | Stuttgart         | Sand  | Andrea Gaudenzi  | 7:5, 6:3, 7:65 |
| 4.  | 28. August 1994    | Umag              | Sand  | Karol Kučera     | 6:2, 6:4       |
| 5.  | 2. Oktober 1994    | Palermo (1)       | Sand  | Àlex Corretja    | 2:6, 7:6, 6:4  |
| 6.  | 9. Oktober 1994    | Athen             | Sand  | Óscar Martínez   | 4:6, 7:64, 6:3 |
| 7.  | 30. Oktober 1994   | Santiago de Chile | Sand  | Francisco Clavet | 6:3, 6:4       |
| 8.  | 6. November 1994   | Montevideo        | Sand  | Francisco Clavet | 6:4, 6:0       |
| 9.  | 18. Juni 1995      | Porto             | Sand  | Carlos Costa     | 3:6, 6:3, 6:4  |
| 10. | 23. Juni 1996      | Bologna           | Sand  | Carlos Costa     | 6:3, 6:4       |
| 11. | 28. Juli 1996      | Kitzbühel         | Sand  | Àlex Corretja    | 6:2, 6:4, 6:4  |
| 12. | 15. September 1996 | Bukarest          | Sand  | Carlos Moyá      | 6:1, 7:65      |
| 13. | 5. Oktober 1997    | Palermo (2)       | Sand  | Dominik Hrbatý   | 6:4, 6:2       |
| 14. | 12. April 1998     | Estoril           | Sand  | Thomas Muster    | 3:6, 6:1, 6:3  |

##### Challenger Tour
| Nr. | Datum              | Turnier       | Belag | Finalgegner      | Ergebnis |
| --- | ------------------ | ------------- | ----- | ---------------- | -------- |
| 1.  | 14. Februar 1993   | Mar del Plata | Sand  | Martin Stringari | 6:2, 7:5 |
| 2.  | 22. August 1993    | Graz          | Sand  | Carlos Costa     | 6:4, 6:3 |
| 3.  | 25. September 1994 | Barcelona     | Sand  | Carl-Uwe Steeb   | 6:3, 7:5 |
| 4.  | 30. Juni 1996      | Braunschweig  | Sand  | József Krocskó   | 6:2, 6:2 |
| 5.  | 7. Juli 1996       | Venedig       | Sand  | Javier Sánchez   | 6:2, 6:2 |
| 6.  | 22. Juni 1997      | Zagreb        | Sand  | Ivan Ljubičić    | 6:1, 6:2 |
| 7.  | 19. Oktober 1997   | Kairo         | Sand  | Karim Alami      | 7:5, 6:3 |

#### Finalteilnahmen
| Nr. | Datum              | Turnier      | Belag | Finalgegner        | Ergebnis           |
| --- | ------------------ | ------------ | ----- | ------------------ | ------------------ |
| 1.  | 29. August 1993    | Umag         | Sand  | Thomas Muster      | 5:7, 6:3, 3:6      |
| 2.  | 10. Oktober 1993   | Athen        | Sand  | Jordi Arrese       | 4:6, 6:3, 3:6      |
| 3.  | 14. November 1993  | Buenos Aires | Sand  | Carlos Costa       | 6:3, 1:6, 4:6      |
| 4.  | 22. Mai 1994       | Bologna      | Sand  | Javier Sánchez     | 6:73, 6:4, 3:6     |
| 5.  | 22. Mai 1994       | French Open  | Sand  | Sergi Bruguera     | 3:6, 5:7, 6:2, 1:6 |
| 6.  | 5. November 1995   | Montevideo   | Sand  | Bohdan Ulihrach    | 2:6, 3:6           |
| 7.  | 14. September 1997 | Marbella     | Sand  | Albert Costa       | 3:6, 2:6           |
| 8.  | 19. April 1998     | Barcelona    | Sand  | Todd Martin        | 2:6, 6:1, 3:6, 2:6 |
| 9.  | 10. Oktober 1999   | Palermo      | Sand  | Arnaud Di Pasquale | 1:6, 3:6           |

### Doppel

#### Turniersiege

##### ATP Tour
| Nr. | Datum          | Turnier   | Belag | Partner       | Finalgegner                | Ergebnis |
| --- | -------------- | --------- | ----- | ------------- | -------------------------- | -------- |
| 1.  | 20. April 1997 | Barcelona | Sand  | Jordi Burillo | Pablo Albano Àlex Corretja | 6:3, 7:5 |

##### Challenger Tour
| Nr. | Datum            | Turnier | Belag | Partner        | Finalgegner               | Ergebnis |
| --- | ---------------- | ------- | ----- | -------------- | ------------------------- | -------- |
| 1.  | 20. Oktober 1996 | Kairo   | Sand  | Germán Puentes | Branislav Gálik Borut Urh | 6:0, 6:0 |

#### Finalteilnahmen
| Nr. | Datum              | Turnier     | Belag | Partner        | Finalgegner                      | Ergebnis      |
| --- | ------------------ | ----------- | ----- | -------------- | -------------------------------- | ------------- |
| 1.  | 14. September 1997 | Marbella    | Sand  | Jordi Burillo  | Karim Alami Julián Alonso        | 6:4, 3:6, 0:6 |
| 2.  | 14. September 1998 | Bournemouth | Sand  | Wayne Arthurs  | Neil Broad Kevin Ullyett         | 6:7, 3:6      |
| 3.  | 19. September 1999 | Mallorca    | Sand  | Francisco Roig | Lucas Arnold Ker Tomás Carbonell | 6:4, 3:6, 0:6 |